# Landsby
Ved en landsby forstås en samlet bebyggelse på mindst 3 landbrugsejendomme, hvis indbyggere fortrinsvis lever af landbrug.
Bebyggelser kan være af meget uens størrelse beroende på vilkårene for landbrugsudøvelsen. Tidligere skelnede man i Danmark mellem små landsbyer (under 250 indbyggere) og storlandsbyer (250-450 indbyggere), men skellet var ikke begrundet og synes ej heller særligt berettiget. Skellet anvendtes først og fremmest til at skelne mellem frugtbare og jævne jorder over for stærkt bakkede og/eller mindre frugtbare jorder, der ikke kunne bære en tæt landbrugsbefolkning.
I Skandinavien er landsbyerne som regel forholdsvis små. I Mellemeuropa og Sydeuropa kunne landsbyer indtil 2. verdenskrig ofte være større end de egentlige byer: Martin Vahl omtaler i 1933 landsbyer på Sardinien og Sicilien med 5.000-10.000 indbyggere. I Asien findes der landsbyer med over 10.000 indbyggere. Verdens største landsby (i det sydlige Afrika) talte angiveligt omkring 80.000 indbyggere, fortrinsvis kvægavlere.
I Europa og mange andre steder opretholdt landsbyerne deres formål og udseende frem til anden halvdel af 1800-tallet, hvor efter mange blev inddragne i den da fremadskridende industrialisering og derved skiftede karakter, og i det moderne, vestlige landbrug er mange landbrugsejendomme overtagne af folk, hvis virke ikke er inden for landbruget. Skønt bebyggelserne således forsat har bevaret deres landsby-udseende, har de en anden befolkningsssammensætning end de oprindelige landsbyer havde. Mange steder i Afrika og Asien har landsbyerne imidlertid bevaret deres hovedformål helt frem til begyndelsen af det 21. århundrede.

## Landsbyernes historie
Landsbyer er omtrent lige så gamle som landbruget. I takt med landbrugets udbredelse og udvikling skete en udvikling af landsbyerne under hensyn til dels de stedlige landskabelige forhold, dels tidligere opnåede erfaringer.

## Landsbytyper
Der er gennem tiden gjort mange forsøg på at inddele landsbyer i typer eller grundformer efter deres indre opbygning. I hovedsagen kan skelnes mellem følgende grundformer:
- klyngeby,
- forteby,
- vejby,
- rækkeby (randby),
- terrænby.
Det må understreges, at der er tale om grundformer, og at landsbyer undertiden kan udvise mellemformer eller er videreudviklede i forhold til grundformen som følge af befolkningsvækst. Ligeledes kan der ses at være en vis sammenhæng mellem landsbytype og landskabelige forhold, idet dog flere slags landskaber kan bevirke samme eller hinanden lignende landsbytyper. Undertiden søges en grundform derfor underinddelt efter det landskab, den forekommer i.

### Klyngebyer
Ved klyngebyer forstås landsbyer, hvor huse eller gårde ligger i en samlet klump med små gyder og stræder som adgangsmulighed mellem dem men uden, at man kan tale om en egentlig struktur.

### Fortebyer
Ved fortebyer forstås landsbyer, hvor bebyggelsen ligger i en krans omkring en åben plads i midten, forten.
Varianter af fortebyen er rundbyen (tysk: rundling) og sækbyen (tysk: sachdorf).

### Vejbyer
Ved vejbyer forstås landsbyer, hvor bebyggelsen ligger på begge sider af en vej (eller et vejkryds).

### Rækkebyer (randbyer)
Ved rækkebyer forstås landsbyer, hvor bebyggelsen ligger side om side følgende et landskabeligt strøg fx grænsen mellem et lavere liggende fugtigt engområde og et højere liggende tørt område.

### Terrænbyer
Ved terrænbyer forstås landsbyer, hvor bebyggelsen ligger uregelmæssigt på grund af de landskabelige forhold men fortsat indgår i et dyrkningsfællesskab.

## Landsbyens drift og sociale organisering
I landsbyer kan udøves to slags landbrug, agerbrug og husdyrhold, med alle tænkelige former mellem/blandinger af disse. Dette betyder, at landsbyen i forhold til det omgivende land og i de indre regler, der styrer landbrugsdriften, vil udvise ligheder og forskelle, som afspejler driftsmåden.

## Andre anvendelser af landsbybegrebet
Landsbybegrebet er således historisk knyttet til næringsudøvelsen. I nyere tid, hvor landbrugets rolle som næringsvej er svindende og mange gamle landsbyer ikke længere opfylder den oprindelige bestemmelse, har landsbybetegnelsen i Danmark været taget i anvendelse til at betegne bebyggelser med manglende mulighed for selvforsyning med butikker og tjenesteydelser. Miljøministeriet havde således i 2007 en arbejdsdefinition, hvorefter landsbyer var bebyggelser, der havde mellem 50 og 1.000 indbyggere, eventuelt med en lidt højere øvre grænse. I nyere kommuneplanlægning er ordet taget i brug for at betegne en mindre samlet bebyggelse, oftest bosætningsbyer, oftest uden servicetilbud og dagligvarehandel, men med lokale samlingssteder og beliggende i landzone. Ud fra en opfattelse om at sådanne små bebyggelser ikke er ønskelige at opretholde har man undertiden bevidst forsøgt at undgå eller modvirke deres forsyning med tjenesteydelser, ja endog anbefalet deres sløjfning. Et sådant standpunkt vidner imidlertid blot om indgroede fordomme om befolkningssamling som værende i sig selv ønskeligt, men hviler ikke på dybere forståelse for landsbyernes værdier.
Landsbyer trives nøjagtigt så godt som de mennesker der bor i dem. I moderne tid, hvor samfærdselsmidler – offentlige og egne – er tilgængelige for enhver, og hvor æterbårne elektoniske kommunikationsmidler lader sig bruge overalt, er betydningen af afstande mindsket på en måde, som er ny i de vestlige landes historie. Dette viser sig i den undertiden forekommende uønskelige spredning af bebyggelse til landskabeligt værdifulde områder, hvis brugs- og oplevelsesværdi mindskes efter princippet:
Et hus generer,
fem huse skæmmer, og
ti huse ødelægger landskabet.
Over for dette er landsbybebyggelsen, en beskeden samling af huse samlet på steder, hvor det forstyrrer landskabets udnyttelse til agerbrug og/eller husdyrhold mindst muligt et godt alternativ.
Såvel i henseende til sysselsætning som landskabstilpasset bygningskultur, bevaringsmæssige værdier og i andre henseender vil de tidligere landsbyer kunne overleve i Danmark som i andre lande – ikke som landsbyer i oprindelig forstand men på en ny tids vilkår og tilpasset en ny tids behov.